# Berliner Eishockeymeisterschaft 1913/14
An der Saison 1913/14 der Berliner Eishockeymeisterschaft nahmen fünf Mannschaften teil. Sie spielten eine Doppelrunde aus. Meister wurde der führende deutsche Eishockeyclub, der Berliner Schlittschuhclub.
Der Schlittschuhclub und der SC Charlottenburg qualifizierten sich für die Deutsche Eishockey-Meisterschaft 1914, die im April 1914 im Berliner Eispalast stattfand.

## Liga
| Rang |                           | Sp | S | U | N | Tore  | TD  | Pkt |
| ---- | ------------------------- | -- | - | - | - | ----- | --- | --- |
| 1.   | Berliner Schlittschuhclub | 8  | 7 | 1 | 0 | 72:06 | +66 | 15  |
| 2.   | SC Charlottenburg         | 8  | 4 | 2 | 2 | 20:15 | +05 | 10  |
| 3.   | Berliner Sport-Club       | 8  | 3 | 2 | 3 | 10:28 | −18 | 08  |
| 4.   | BFC Preussen              | 8  | 3 | 1 | 4 | 12:45 | −33 | 07  |
| 5.   | Berliner EV 1886          | 8  | 0 | 0 | 8 | 03:30 | −27 | 0   |

Abkürzungen: Sp = Spiele, S = Siege, U = Unentschieden, N = Niederlagen, TD: Tordifferent, Pkt: Punkte

Erläuterungen: Meister und Qualifikation für die deutsche Meisterschaft, Qualifikation für die deutsche Meisterschaft